# Call of Duty: Finest Hour
Call of Duty: Finest Hour é um jogo eletrônico de tiro em primeira pessoa desenvolvido pela Spark Unlimited e publicado pela Activision em 16 de novembro de 2004 para Playstation 2, Xbox e GameCube.
Foi o primeiro jogo da série a ser desenvolvido exclusivamente para consoles. Conta com um enredo paralelo ao primeiro Call of Duty que foi lançado em 2003 para computadores (PC). Finest Hour apresenta seis histórias e batalhas entrelaçadas baseadas em eventos reais da Segunda Guerra Mundial na perspectiva de soldados de três países Aliados (União Soviética, Reino Unido e Estados Unidos).
A trilha sonora composta por Michael Giacchino conta com algumas faixas remixadas do primeiro título da série, com algumas inéditas. Brian Johnson, vocalista da banda AC/DC, faz a voz do sargento Starkey, um dos soldados britânicos.

## Jogabilidade
A organização das missões é baseada no jogo original da série, porém, desta vez em ordem cronológica. O enredo e o motor gráfico é diferente do primeiro jogo, com adaptações de comandos do teclado e mouse do PC para os gamepads dos consoles. No geral, a jogabilidade se assemelha ao primeiro título da série, com a movimentação de mirar, pular, agachar e deitar. Granadas de fragmentação também podem ser usadas e tanques podem ser controlados em determinadas missões. Pela primeira vez na série, o jogador pode saber quando acertou um inimigo através de um hitmarker vermelho. Kits médicos também podem ser usados para encher a barra de saúde, mas aqui, o jogador também pode armazena-los no inventário e usar a qualquer momento para se curar ou curar soldados aliados ao pressionar um botão. Veículos importantes como tanques também possuem uma barra de saúde, com uma barra amarela indicando a blindagem.

## Sinopse

### História
A campanha definida durante a Segunda Guerra Mundial é dividida em três frentes, começando com a Frente Oriental, passando pelo Norte da África e terminando com a Frente Ocidental. Algumas das batalhas e eventos mais conhecidos da guerra são retratados no jogo, como a Batalha de Stalingrado e a Operação Pequeno Saturno por parte dos soviéticos, a Campanha do Norte da África (ataques de sabotagem na linha Mareth) por parte dos britânicos, a Batalha de Aachen, a Batalha do Bulge (em Tillet, na Bélgica) e a batalha pela Ponte de Remagen por parte dos americanos.

### Personagens
Durante a campanha solo, o jogador pode controlar até três protagonistas em uma única frente, incluindo a primeira protagonista feminina da franquia (Tanya Pavelovna). Cada protagonista tem a sua própria história contada antes dos eventos de uma determinada missão. Os protagonistas controláveis do jogo são: o soldado e observador soviético Aleksandr Sokolov, a atiradora soviética Tanya Pavelovna, o comandante de tanque soviético Nikolai Badanov, o comando britânico Edward Carlyle, o soldado americano Chuck Walker e o comandante de tanque americano Sam Rivers.

### Frente Oriental
Na campanha soviética, o jogador primeiro controla o soldado Aleksandr Sokolov da 13ª Divisão de Fuzileiros de Guardas do Exército Vermelho participando da Batalha de Stalingrado. Em 20 de setembro de 1942, Sokolov testemunha o discurso inflamado de um comissário enquanto atravessa o Rio Volga a remo, em meio a embarcações naufragadas, bombardeios, ataques da Luftwaffe e execuções de soldados que recuam (Ordem número 227). Ao desembarcar nas docas de Stalingrado, ao invés de uma arma, ele recebe apenas um cartucho de 5 balas de rifle devido a escassez de munição durante a batalha. Ele segue o sargento Oleg Puskov para tomar a refinaria acima das docas e entrar na cidade, onde consegue um rifle. Sokolov e Puskov contornam uma carga frontal dos soldados soviéticos frente às metralhadoras MG42 alemãs e assaltam um prédio, limpando o edifício da presença alemã. O prédio fica paralelo a colina Mamayev Kurgan em posse dos alemães. Após limpar o prédio, Sokolov e Puskov resolvem repelir um contra-ataque alemão da colina usando uma metralhadora MG42 nas janelas do edifício. Durante a defesa do edifício, o sargento Puskov acaba sendo morto por um atirador inimigo, sacrificando-se para salvar Sokolov. Uma atiradora soviética chamada Tanya Pavelovna se revela e elimina o atirador alemão. Tanya envia Sokolov em uma missão para tomar Mamayev Kurgan e abaixar a bandeira nazista do bunker de observação no topo da colina, onde os alemães estão coordenando ataques de artilharia por toda a cidade. Depois que a missão é concluída, Sokolov se torna observador de Pavelovna enquanto os dois trabalham para assediar e eliminar os alemães. Em 3 de outubro, após eliminar um grupo de soldados alemães, atrair e desativar um tanque Panzer IV, Tanya e Sokolov são informados por um soldado Kirelenko sobre uma fábrica de tratores segurando um único tanque T-34 supervisionado pelo tenente Nikolai Badanov e sua tripulação que precisa de ajuda. Tanya e Sokolov seguem Kirelenko, no entanto, o caminho pela rua está bloqueado por outro tanque inimigo e os dois devem contornar e navegar por um sistema de esgoto, onde também encontram resistência alemã. Ao chegar na fábrica, Tanya e Sokolov ajudam um comissário a reforçar a defesa da fábrica junto a outros soldados soviéticos enquanto esperam pela tripulação de Badanov. Após um tempo, a tripulação de Nikolai chega e Tanya cura um de seus membros que foi ferido. Tanya e Sokolov acompanham Nikolai e sua tripulação em seu tanque enquanto procuram pelo quartel-general soviético nas proximidades. No caminho, o tanque T-34 apresenta problemas e a fumaça do motor pode denunciar sua posição. Tanya e Sokolov procuram um prédio em busca de atividade alemã nas redondezas, enquanto um mecânico da tripulação de Nikolai, Fyodor Belinki, procura reparar o tanque. Logo a tripulação é atacada por bombardeios inimigos e se vê cercada por mais alemães. Um tanque Panzer IV aparece e atira um projétil contra a posição de Tanya, ferindo-a. Quando os reparos no T-34 são feitos, a tripulação monta no tanque e derrota o tanque inimigo com a ajuda de mais tanques aliados. Nikolai continua seu caminho, eliminando a infantaria alemã e tanques inimigos que estavam atacando o quartel-general. Ao chegar no quartel-general, Nikolai recebe ordens do general Belov para entregar um rádio a uma equipe de observadores na estação de trem para coordenar uma barragem de foguetes Katyusha contra os tanques Panzer IV. Antes de sair, Nikolai percebe uma Tanya ferida junto com seu observador Sokolov sendo evacuada do combate para o quartel-general. Nikolai e sua tripulação montam em seu tanque e se dirigem para estação de trem. No caminho, a tripulação ajuda os soviéticos a retomarem a Praça Vermelha, destruindo as fortificações alemãs nos prédios. A tripulação chega na estação de trem, limpando o local da presença inimiga. Nikolai entrega o rádio para os observadores que logo chamam o suporte de foguetes, destruindo uma coluna de tanques Panzer inimigos nos trilhos. 
Durante o inverno fora de Stalingrado, um recém promovido major Nikolai Badanov se vê envolvido no ataque soviético em um campo de pouso da Luftwaffe em Tatsinskaya, perto do Rio Don, como parte da operação de codinome Pequeno Saturno, em 24 de dezembro de 1942. Nikolai e outros T-34 seguem para a pista de pouso auxiliados por barragens de foguetes Katyusha. Ao destruir os suprimentos e aeronaves inimigas no campo de aviação, eles se encontram com mais soldados soviéticos em terra para assaltar a torre de controle de tráfego aéreo do quartel-general alemão. Com esta operação concluída, o 6º Exército alemão sitiado em Stalingrado fica sem suporte aéreo e consequentemente sem suprimentos.

### Norte da África
A campanha britânica coloca o jogador na pele de Edward Carlyle. Carlyle faz parte do Exército Privado de Popski (PPA), oficialmente chamado de Esquadrão de Demolições Número 1 – que foi um grupo irregular de comandos britânicos fundado pelo major Vladimir Peniakoff em 1942, com a tarefa principal de destruir o abastecimento de combustível do Afrika Korps de Erwin Rommel nos desertos do Norte da África. Carlyle embarca em uma operação noturna em Matmata, Tunísia, com uma equipe de comandos liderada pelo sargento Starkey para invadir uma fortaleza alemã e destruir o seu depósito de combustível. Após a destruição dos combustíveis, Starkey e Carlyle evacuam em um jipe. Ao amanhecer, Starkey decide abastecer o jipe com Carlyle vigiando, mas logo eles são descobertos pelos alemães. Starkey assume a direção enquanto Carlyle usa a metralhadora M2 do veículo. Eles dirigem por estradas infestadas de alemães. Eventualmente, Carlyle e Starkey perdem o controle do jipe e param em um forte em ruínas que está sitiado, onde resgatam o sargento Dehart, um cartógrafo e outros prisioneiros aliados, por fim, neutralizando a presença alemã no forte.

### Frente Ocidental
Na campanha americana, o jogador começa controlando o sargento Chuck Walker da 1.ª Divisão de Infantaria dos Estados Unidos. Walker e seu esquadrão participam da Batalha de Aachen, defendendo uma coluna de tanques M4 Sherman e um blindado M12 GMC usado para destruir o teatro da cidade. Após a Batalha de Aachen, a história muda de foco para o comandante de tanque Sherman sargento Sam Rivers da 1ª Divisão Blindada americana, um jovem afro-americano que se envolve em combates na cidade belga de Tillet durante a Batalha do Bulge. A tripulação de Rivers, composta apenas por afro-americanos, tem a tarefa de apoiar a 87ª Divisão de Infantaria e capturar a estrada através de Tillet que os alemães estão usando para abastecer seu cerco a Bastogne. Rivers avança quebrando as linhas alemãs e destruindo tanques inimigos no processo. Depois disso, a história volta a focar-se no recém-promovido tenente Chuck Walker se infiltrando na cidade de Remagen para explorar a Ponte Ludendorff sobre o Rio Reno, e escoltar o esquadrão de tanques de Rivers até a ponte. Após vários combates, incluindo dois tanques King Tiger, o comboio aliado finalmente alcança a ponte, mas é bloqueado por crateras. O esquadrão de Walker é ordenado a atravessar a ponte e eliminar a guarnição alemã defendendo o local. Walker chega em uma das torres do outro lado da ponte e elimina os Stukas inimigos com uma arma anti-aérea. Logo a bandeira americana é hasteada em uma das torres e o comboio finalmente consegue atravessar, entregando a ponte de Remagen nas mãos dos Aliados para que possam entrar para o interior da Alemanha.

## Multiplayer
Call of Duty: Finest Hour pode suportar multijogador online e local, dependendo do console. Não existe suporte multijogador online para GameCube, uma vez que não tira proveito da banda larga GameCube ou do adaptador de modem. No Xbox, Finest Hour tem suporte para Xbox Live e até 32 jogadores podem jogar localmente por meio do recurso System Link do Xbox. No PlayStation 2, Finest Hour também tem suporte ao PS2 Online, com até 16 jogadores por sessão.

## Recepção
Em julho de 2006, a versão para PlayStation 2 de Finest Hour vendeu 1,2 milhão de cópias e arrecadou US$45 milhões nos Estados Unidos. Next Generation classificou-o como o 41º jogo mais vendido lançado para PlayStation 2, Xbox e GameCube entre janeiro de 2000 e julho de 2006 nesse país. As vendas combinadas de jogos de console de Call of Duty atingiram 4 milhões de unidades nos Estados Unidos em julho de 2006. A versão do PlayStation 2 também recebeu um "Platinum Sales Award" da Entertainment and Leisure Software Publishers Association (ELSPA), indicando vendas de pelo menos 300.000 cópias no Reino Unido. Call of Duty: Finest Hour no geral recebeu de críticas mistas a positivas. A IGN afirma que; "apesar de retratar um bom shooter, ainda está preso entre o realismo e as travessuras exageradas". Os gráficos foram criticados por serem muito comuns. Alguns efeitos decepcionantes e o som excessivo também foram criticados em algumas áreas do jogo.